# Löddeköpinge
Löddeköpinge – miejscowość (tätort) w Szwecji, w regionie administracyjnym (län) Skania, w gminie Kävlinge.
Według danych Szwedzkiego Urzędu Statystycznego liczba ludności wyniosła: 6481 (31 grudnia 2015), 6722 (31 grudnia 2018) i 6728 (31 grudnia 2019).